# Antônio Rogério Nogueira
Ne doit pas être confondu avec Antônio Rodrigo Nogueira.
Antônio Rogério Nogueira, né le 2 juin 1976 à Vitória da Conquista dans l'État de Bahia, est un combattant de jiu-jitsu brésilien et pratiquant de MMA brésilien. Il évolue actuellement au sein de la division des poids mi-lourds de l'Ultimate Fighting Championship.
Il est le frère jumeau d'Antônio Rodrigo Nogueira.

## Palmarès en MMA
| 30 combats     | 22 victoires | 8 défaites |
| Par KO         | 7            | 3          |
| Par soumission | 6            | 0          |
| Sur décision   | 9            | 5          |

| Résultat | Record | Adversaire               | Méthode                                           | Événement                              | Date              | Round | Temps | Lieu                              | Notes                |
| -------- | ------ | ------------------------ | ------------------------------------------------- | -------------------------------------- | ----------------- | ----- | ----- | --------------------------------- | -------------------- |
| Défaite  | 22-8   | Ryan Bader               | TKO (coups de poing)                              | UFC Fight Night: Bader vs. Nogueira II | 19 novembre 2016  | 3     | 3:51  | São Paulo, Brésil                 |                      |
| Victoire | 22-7   | Patrick Cummins          | TKO (coups de poing)                              | UFC 198: Werdum vs. Miocic             | 14 mai 2016       | 1     | 4:52  | Curitiba, Brésil                  |                      |
| Défaite  | 21-7   | Mauricio Rua             | Décision unanime                                  | UFC 190: Rousey vs. Correia            | 1er avril 2015    | 3     | 5:00  | Rio de Janeiro, Brésil            | Combat de la soirée. |
| Défaite  | 21-6   | Anthony Johnson          | TKO (coups de poing)                              | UFC on Fox: Lawler vs. Brown           | 26 juillet 2014   | 1     | 0:44  | San José, Californie, États-Unis  |                      |
| Victoire | 21-5   | Rashad Evans             | Décision unanime                                  | UFC 156: Aldo vs. Edgar                | 2 février 2013    | 3     | 5:00  | Las Vegas, Nevada, États-Unis     |                      |
| Victoire | 20-5   | Tito Ortiz               | TKO (coups de poing et coups de coude au corps)   | UFC 140: Jones vs. Machida             | 10 décembre 2011  | 1     | 3:15  | Toronto, Ontario, Canada          |                      |
| Défaite  | 19-5   | Phil Davis               | Décision unanime                                  | UFC Fight Night: Nogueira vs. Davis    | 26 mars 2011      | 3     | 5:00  | Seattle, Washington, États-Unis   |                      |
| Défaite  | 19-4   | Ryan Bader               | Décision unanime                                  | UFC 119: Mir vs. Cro Cop               | 25 septembre 2010 | 3     | 5:00  | Indianapolis, Indiana, États-Unis |                      |
| Victoire | 19-3   | Jason Brilz              | Décision partagée                                 | UFC 114: Rampage vs. Evans             | 29 mai 2010       | 3     | 5:00  | Las Vegas, Nevada, États-Unis     | Combat de la soirée. |
| Victoire | 18-3   | Luiz Cane                | TKO (coups de poing)                              | UFC 106: Ortiz vs Griffin 2            | 21 novembre 2009  | 1     | 1:56  | Las Vegas, Nevada, États-Unis     | KO de la soirée.     |
| Victoire | 17-3   | Dion Staring             | Soumission (étranglement en triangle)             | Jungle Fight 14: Cearà                 | 9 mai 2009        | 3     | 3:30  | Fortaleza, Brésil                 |                      |
| Victoire | 16-3   | Vladimir Matyushenko     | KO (coup de genou)                                | Affliction: Day of Reckoning           | 24 janvier 2009   | 2     | 4:26  | Anaheim, California, États-Unis   |                      |
| Victoire | 15-3   | Moise Rimbon             | Décision unanime                                  | Sengoku: Sixth Battle                  | 1er novembre 2008 | 3     | 5:00  | Saitama, Japon                    |                      |
| Victoire | 14-3   | Edwin Dewees             | TKO (coups de poing)                              | Affliction: Banned                     | 19 juillet 2008   | 1     | 4:06  | Anaheim, Californie, États-Unis   |                      |
| Victoire | 13-3   | Todd Gouwenberg          | TKO (coups de genou et coups de poing)            | HCF: Destiny                           | 1er février 2008  | 2     | 4:34  | Calgary, Alberta, Canada          |                      |
| Défaite  | 12-3   | Rameau Thierry Sokoudjou | KO (coup de poing)                                | Pride 33: Second Coming                | 24 février 2007   | 1     | 0:23  | Las Vegas, Nevada, États-Unis     |                      |
| Victoire | 12-2   | Alistair Overeem         | TKO (arrêt du coin)                               | Pride Critical Countdown Absolute      | 1er juillet 2006  | 2     | 2:13  | Saitama, Japon                    |                      |
| Défaite  | 11-2   | Maurício Rua             | Décision unanime                                  | Pride Critical Countdown 2005          | 26 juin 2005      | 3     | 5:00  | Saitama, Japon                    |                      |
| Victoire | 11-1   | Dan Henderson            | Soumission (clé de bras)                          | Pride Total Elimination 2005           | 23 avril 2005     | 1     | 8:05  | Osaka, Japon                      |                      |
| Victoire | 10-1   | Alistair Overeem         | Décision unanime                                  | Pride 29: Fists of Fire                | 20 février 2005   | 3     | 5:00  | Saitama, Japon                    |                      |
| Victoire | 9-1    | Kazuhiro Nakamura        | Décision partagée                                 | Pride Bushido 4                        | 19 juillet 2004   | 2     | 5:00  | Nagoya, Japon                     |                      |
| Victoire | 8-1    | Alex Stiebling           | Décision unanime                                  | Gladiator FC Day 1                     | 26 juin 2004      | 3     | 5:00  | Séoul, Corée du Sud               |                      |
| Victoire | 7-1    | Kazushi Sakuraba         | Décision unanime                                  | Pride Shockwave 2003                   | 31 décembre 2003  | 3     | 5:00  | Saitama, Japon                    |                      |
| Victoire | 6-1    | Kazuhiro Nakamura        | Soumission (clé de bras)                          | Pride 25: Body Blow                    | 16 mars 2003      | 2     | 3:49  | Yokohama, Japon                   |                      |
| Victoire | 5-1    | Guy Mezger               | Décision partagée                                 | Pride 24: Cold Fury 3                  | 22 décembre 2002  | 3     | 5:00  | Fukuoka, Japon                    |                      |
| Victoire | 4-1    | Tsuyoshi Kohsaka         | Décision unanime                                  | Deep: 6th Impact                       | 7 septembre 2002  | 3     | 5:00  | Tokyo, Japon                      |                      |
| Défaite  | 3-1    | Vladimir Matyushenko     | Décision unanime                                  | UFO: Legend                            | 8 août 2002       | 3     | 5:00  | Tokyo, Japon                      |                      |
| Victoire | 3-0    | Yusuke Imamura           | Soumission technique (étranglement en guillotine) | Pride 20: Armed and Ready              | 28 avril 2002     | 1     | 0:35  | Yokohama, Japon                   |                      |
| Victoire | 2-0    | Jim Theobald             | Soumission (clé de bras)                          | HooknShoot: Overdrive                  | 9 mars 2002       | 1     | 4:59  | Evansville, Indiana, États-Unis   |                      |
| Victoire | 1-0    | Katsuhisa Fujii          | Soumission technique (clé de bras)                | Deep: 2nd Impact                       | 18 août 2001      | 1     | 3:59  | Yokohama, Japon                   |                      |